# جيمس هاريس (سياسي أمريكي)
جيمس هاريس (بالإنجليزية: James Harris)‏ هو ناشط سلام وسياسي أمريكي، ولد في 1948.